# Saint-Julien-sur-Garonne
Saint-Julien-sur-Garonne (auch allein: Saint-Julien) ist eine französische Gemeinde mit 552 Einwohnern (Stand: 1. Januar 2022) im Département Haute-Garonne in der Region Okzitanien (vor 2016 Midi-Pyrénées). Sie gehört zum Arrondissement Muret und zum Kanton Auterive. Die Einwohner werden Saint-Julienois genannt.

## Geographie
Saint-Julien-sur-Garonne liegt etwa 25 Kilometer südsüdwestlich von Muret an der Garonne. Umgeben wird Saint-Julien-sur-Garonne von den Nachbargemeinden Saint-Élix-le-Château im Norden, Salles-sur-Garonne im Norden und Nordosten, Rieux-Volvestre im Osten, Gensac-sur-Garonne im Süden, Cazères im Südwesten sowie Lavelanet-de-Comminges im Westen. An der nördlichen Gemeindegrenze verläuft die Autoroute A64.

## Geschichte
Die Bastide von Saint-Julien-sur-Garonne datiert auf das 11. Jahrhundert.

### Bevölkerungsentwicklung
| Jahr                       | 1962 | 1968 | 1975 | 1982 | 1990 | 1999 | 2006 | 2013 | 2020 |
| Einwohner                  | 303  | 341  | 285  | 282  | 291  | 342  | 430  | 536  | 551  |
| Quellen: Cassini und INSEE |      |      |      |      |      |      |      |      |      |

## Sehenswürdigkeiten
- Romanische Kirche Saint-Barthélemy

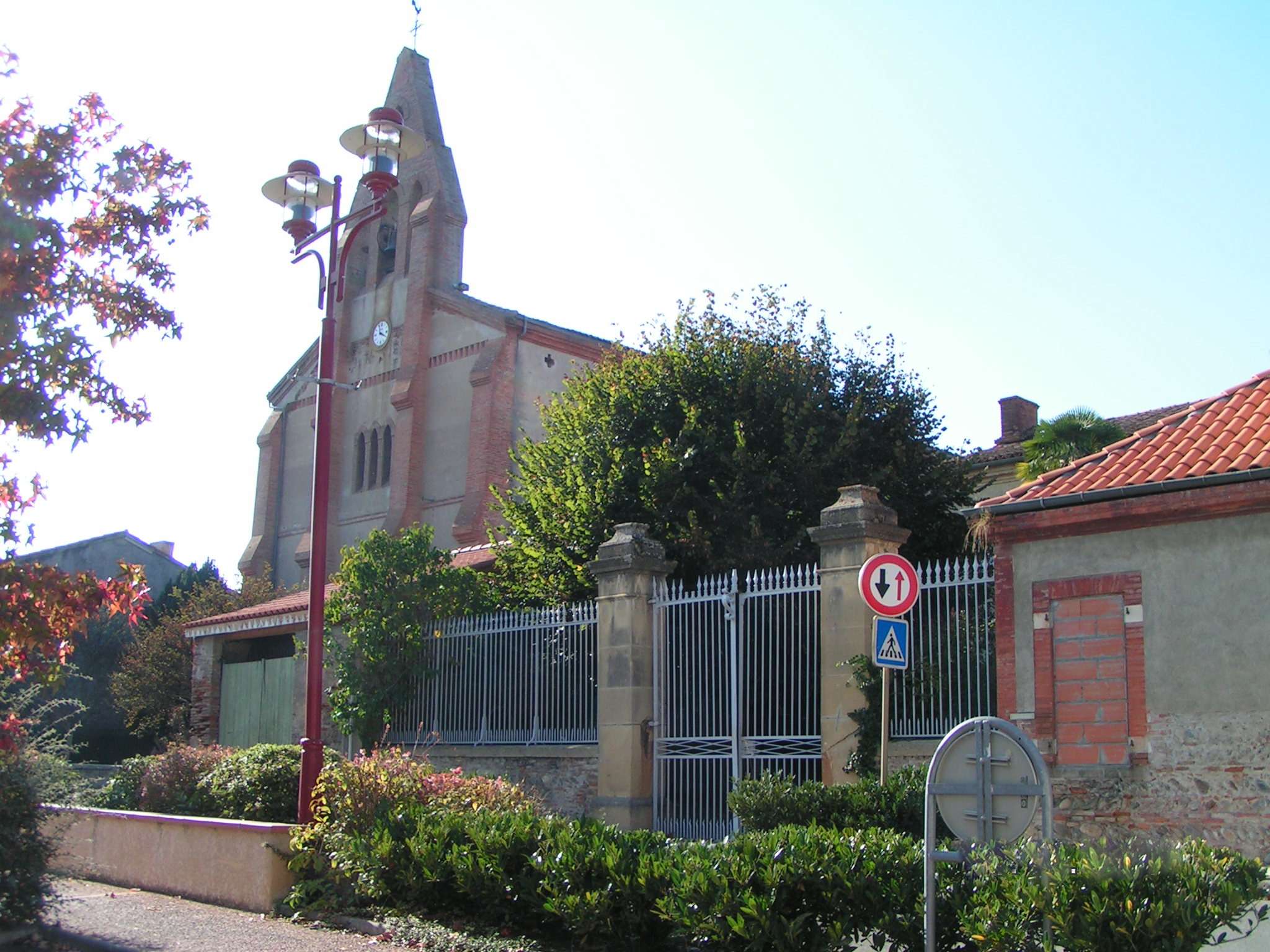
Kirche Saint-Barthélemy
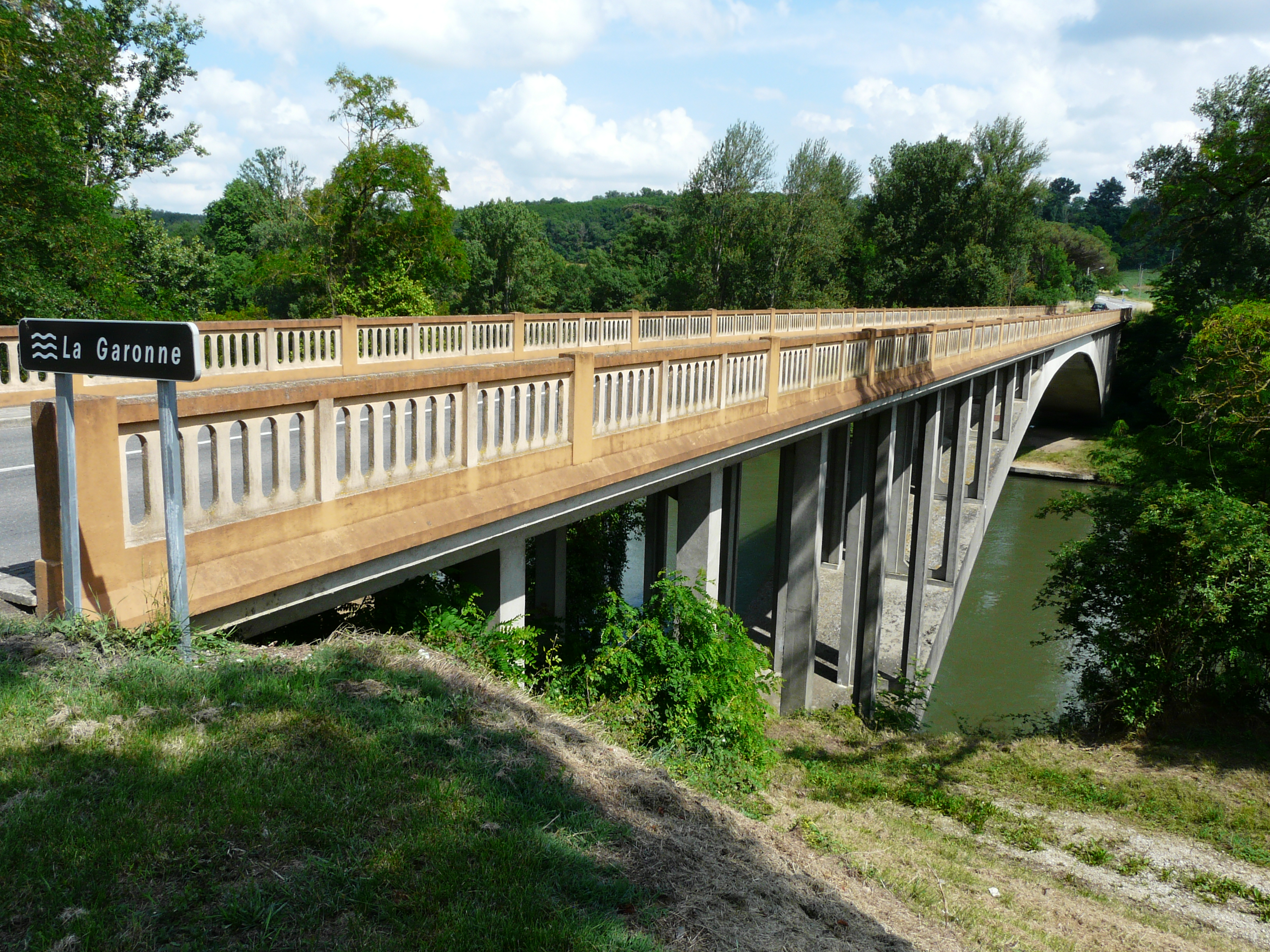
Brücke über die Garonne